# Seide (Roman)

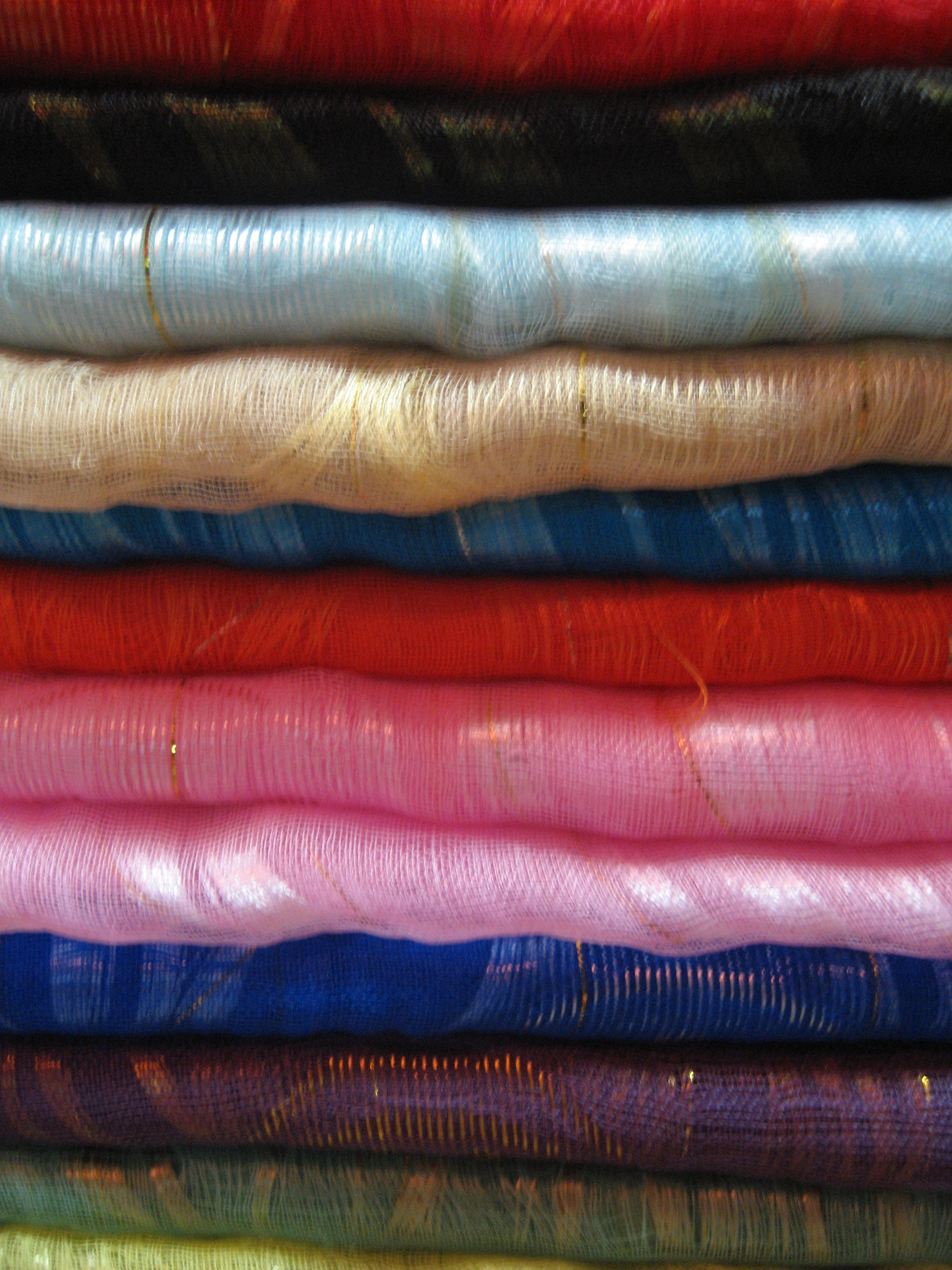
Handgewebte Seide aus Thailand

Seide (italienisch Seta) ist ein Roman des italienischen Schriftstellers Alessandro Baricco, der im Jahr 1996 veröffentlicht wurde. Das schmale Buch wurde zu einem internationalen Bestseller und im Jahr 2007 von François Girard verfilmt. Die deutsche Übersetzung aus dem Jahr 1997 machte Baricco im deutschen Sprachraum bekannt.
Den Hintergrund des Romans bildet die Seidenproduktion Mitte des 19. Jahrhunderts in Südfrankreich. Der Protagonist, ein Importeur von Seidenraupen, verliebt sich bei seinen jährlichen Reisen nach Japan in eine junge Japanerin, ohne dass die Liebe über das Stadium des Begehrens und der Sehnsucht hinaus Erfüllung findet. Der minimalistische, durch Auslassungen bestimmte Stil des Romans wurde oft mit der Leichtigkeit und Transparenz von Seide verglichen.

## Inhalt
Als der Unternehmer Baldabiou Mitte des 19. Jahrhunderts ins südfranzösische Lavilledieu zieht, verändert er das Leben des beschaulichen Dorfs. Seine Ansiedlung mehrerer Seidenspinnereien führt zu Wohlstand und lässt den Ort zu einem Zentrum der europäischen Fabrikation von Seide heranwachsen. Auch den jungen Hervé Joncour, den Sohn des Bürgermeisters, der sich ohne Impuls durchs Leben treiben lässt, reißt er aus der vorgezeichneten Militärlaufbahn. Zu Joncours Aufgabe wird fortan eine jährliche abenteuerliche Reise nach Afrika, um mit der Lieferung neuer Eier den Bestand der Seidenraupen im Dorf abzusichern.

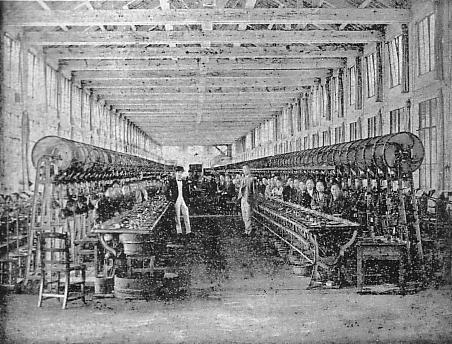
Japanische Seidenspinnerei in Tomioka während der Meiji-Zeit

Als 1861 die Nosemaseuche die Seidenraupen in Europa und Afrika derart dezimiert hat, dass die Seidenproduktion in Lavilledieu vor dem Ruin steht, schickt Baldabiou Joncour nach Japan, um aus dem abgeschotteten Inselstaat unbefallene Seidenraupen zu besorgen. Nach einer dreimonatigen Reise kommt Joncour in Japan an. In den Bergen nahe der Stadt Shirakawa trifft er auf Hara Kei, einen Provinzfürsten, der ihm nach längeren Verhandlungen Raupen hoher Qualität verkauft. An seiner Seite befindet sich eine Frau mit dem Gesicht eines jungen Mädchens und europäisch geschnittenen Augen. Ein Blickkontakt genügt, und Joncour, obwohl glücklich mit seiner Frau Hélène verheiratet, hat sich in die junge Japanerin verliebt.
In den folgenden Jahren wiederholt Joncour die für ihn und die Seidenindustrie des Dorfes einträgliche Reise. Jedes Mal trifft er auf Hara Kei, jedes Mal befindet sich die junge Frau an seiner Seite. Es kommt nicht zu mehr als Blickkontakten, der heimlichen Übergabe kleiner Andenken und einer einmaligen schweigenden Liebkosung bei einem rituellen Bad. 1865 haben sich die Verhältnisse in Japan gewandelt. In der Zeit des Bakumatsu entladen sich innenpolitische Spannungen in Aufständen und fremdenfeindlichen Übergriffen. Trotz günstiger Alternativen für den Erwerb von Seidenraupen, ermöglicht Baldabiou Joncour erneut die Reise nach Japan. Als dieser Hara Keis Dorf erreicht, ist es zerstört und verlassen. Erst nach Tagen findet Joncour die Bewohner in einer Flüchtlingskarawane wieder, doch es gelingt ihm nicht, die junge Frau noch einmal zu sehen. Hara Kei bedroht ihn mit dem Tode, schickt ihn weg und untersagt ihm jede Wiederkehr. Erst nach seiner Rückkehr nach Yokohama kümmert sich Joncour um Ersatzraupen. Als er mit Verspätung in Frankreich anlangt, sind die Larven bereits geschlüpft und gestorben.
Durch die Investition seines gesamten Vermögens in den Bau eines Parks gelingt es Hervé Joncour den Ausfall der jährlichen Seidenproduktion für die Bewohner Lavilledieus aufzufangen, doch er selbst verfällt in tiefe Depression. Nach sechs Monaten, in denen er sich vor der Welt verschließt, erreicht ihn ein Brief in japanischer Schrift, augenscheinlich von der jungen Japanerin nach Europa gesandt. Er ist gleichermaßen ein erotischer Liebes- wie wehmütiger Abschiedsbrief und ermöglicht Joncour, seine Reiseerlebnisse innerlich abzuschließen. Von nun an führt er ein zufriedenes und bedürfnisloses Leben an der Seite seiner Frau Hélène. Erst als diese 1875 stirbt, entdeckt Joncour, dass der japanische Liebesbrief in Wahrheit von Hélène stammte.

## Form
Seide umfasst in der deutschen Übersetzung knapp 16.000 Wörter, die Buchausgaben liegen je nach Schriftgröße zwischen 118 und 153 Seiten. Trotz des geringen Umfangs wird der Prosatext vom Verlag als Roman klassifiziert. Gerhild Fuchs sah Seide in ihrer Monografie über Bariccos Werke eher mit einer Novelle verwandt. Im Stil fühlte sie sich an Minimal Art und Minimal Music erinnert, Silvia Contarini zog in ihrer Untersuchung den Vergleich mit der Kürze japanischer Haikus. Der Minimalismus von Seide weicht ab von Bariccos üblicher Erzählhaltung, die oft ausladend und von Stilexperimenten durchsetzt ist. Eine typische Charakteristik Bariccos findet sich allerdings auch in Seide wieder: die Musikalität des Stils, die sich etwa in der refrainartig wiederkehrenden Repetition langer und detailreicher Passagen zeigt.
Der Roman ist in 65 Kurzkapitel mit einem Umfang von einer halben bis zwei Seiten gegliedert, was ihm einen fragmentarischen Charakter verleiht. Die kurzen, einfachen Hauptsätze werden parataktisch gereiht. Auch die Handlung bleibt skizzenhaft. Es kommt immer wieder zu großen Zeitsprüngen, Kausalität und Bedeutungszusammenhänge der Geschehnisse bleiben lückenhaft, die Motivationen und die Gefühlswelt der handelnden Figuren werden verschwiegen. Im Zentrum des Romans steht das Ungesagte, die Leerstellen müssen vom Leser selbst ausgefüllt werden. Seine visuelle Entsprechung findet das Stilmittel der Auslassung in den zahlreichen leeren Flächen der Seiten, die eine Folge der Kurzkapitel sind.

## Interpretation

### Figuren
Hervé Joncour ist kein typischer Protagonist Bariccos. Er hat nichts von der Außergewöhnlichkeit und Unkonventionalität des üblichen Personals in Bariccos Romanen, die hervorstechende Eigenschaft ist seine Mittelmäßigkeit. Joncours Lebensentwurf ist fremdbestimmt, zuerst durch den Vater, dann durch den zugereisten Baldabiou. Seine Handlungen sind Ersatzhandlungen, was sich insbesondere in der Liebesbeziehung mit dem japanischen Mädchen zeigt. Statt eines Kusses trinken beide aus derselben Teetasse, den Liebesakt vollzieht er mit einer von ihr erwählten Stellvertreterin. Joncour handelt nicht aktiv, sondern nimmt in seinem Dasein eine passive Beobachterrolle ein. Auch nach der späten Erkenntnis, dass er seine Frau Hélène sein Leben lang verkannt hat, verbringt er die letzten Jahre in Monotonie: „Den Rest seiner Zeit verwendete er auf eine Reihe von Gewohnheiten, die ihn erfolgreich davor bewahrten, unglücklich zu sein.“
Baricco hat weder Joncour noch das übrige Personal des Romans tiefer ausgestaltet. So wird etwa Joncours Ziellosigkeit nicht im Detail geschildert, erklärt oder gar problematisiert. Auch Hélène oder Baldabiou bleiben bloße Folien von Bescheidenheit, Mitgefühl und Beherztheit auf der einen, von Visionen, Energie und Durchsetzungsvermögen auf der anderen Seite. Letzterer bringt zusätzlich durch seine Billardpartien, in denen die rechte gegen die linke Hand spielt, die Thematik der Versuchung des Schicksals ein, indem Baldabiou vom Ausgang der Partien sein weiteres Leben abhängig macht und am Ende so unvermittelt abgeht, wie er einst im Dorf aufgetaucht war. Von den japanischen Figuren verkörpert Hara Kei, der geheimnisvolle Provinzdespot, das Fremde und Exotische, gleichermaßen mythenumrankt wie bedrohlich. Seine junge Konkubine schlägt hingegen durch den betont europäischen Zuschnitt ihrer Augen den Bogen vom Fremden zum Vertrauten, vereint Exotik und Intimität.

### Die Leichtigkeit und das Nichts
Bereits die titelgebende Seide gibt der Erzählung ihr Programm vor. Wie der Stoff zeichnet sich für Fuchs auch der Text durch große Leichtigkeit und Transparenz aus, ein Zusammenhang, den viele Rezensionen des Romans hervorgehoben haben. Das zentrale Thema des Begehrens, dessen Objekt sich als weder fassbar noch sichtbar erweist, bleibt auf der Ebene einer Phantasmagorie. Zwischen den Figuren herrscht eine auffallende Dialogarmut. Hervé Joncour und seine Frau Hélène wechseln über den ganzen Roman hinweg kaum ein Wort. Auch in der Beziehung Joncours zur jungen Japanerin besteht ein, wenngleich durch äußere Umstände bedingter, Mangel an Sprache, der durch die Kommunikation über Blicke, Gesten und Handlungen kompensiert wird.
Wiederholt verweist der Roman auf das Nichts. So wird über Hara Kei ausgesagt, er bewege sich durch ein Vakuum, und der erste Augenkontakt zwischen Joncour und dem Mädchen vollzieht sich in völliger Stille, „daß das, was unversehens geschah und gleichwohl ein Nichts war, wie eine Ungeheuerlichkeit wirkte.“ Bei seiner letzten Ankunft in Japan erblickt Joncour „vor sich das Nichts. Mit einem Mal sah er, was er für unsichtbar gehalten hatte. Das Ende der Welt.“ Aus der Nichtdarstellbarkeit der Realität folgt in Bariccos Roman das Verschwinden des Sujets. Es bleibt das Fabulieren an sich, der Stil tritt in den Mittelpunkt eines „Buches über nichts, wo der Stil alles ist.“

### Bezug auf Flaubert

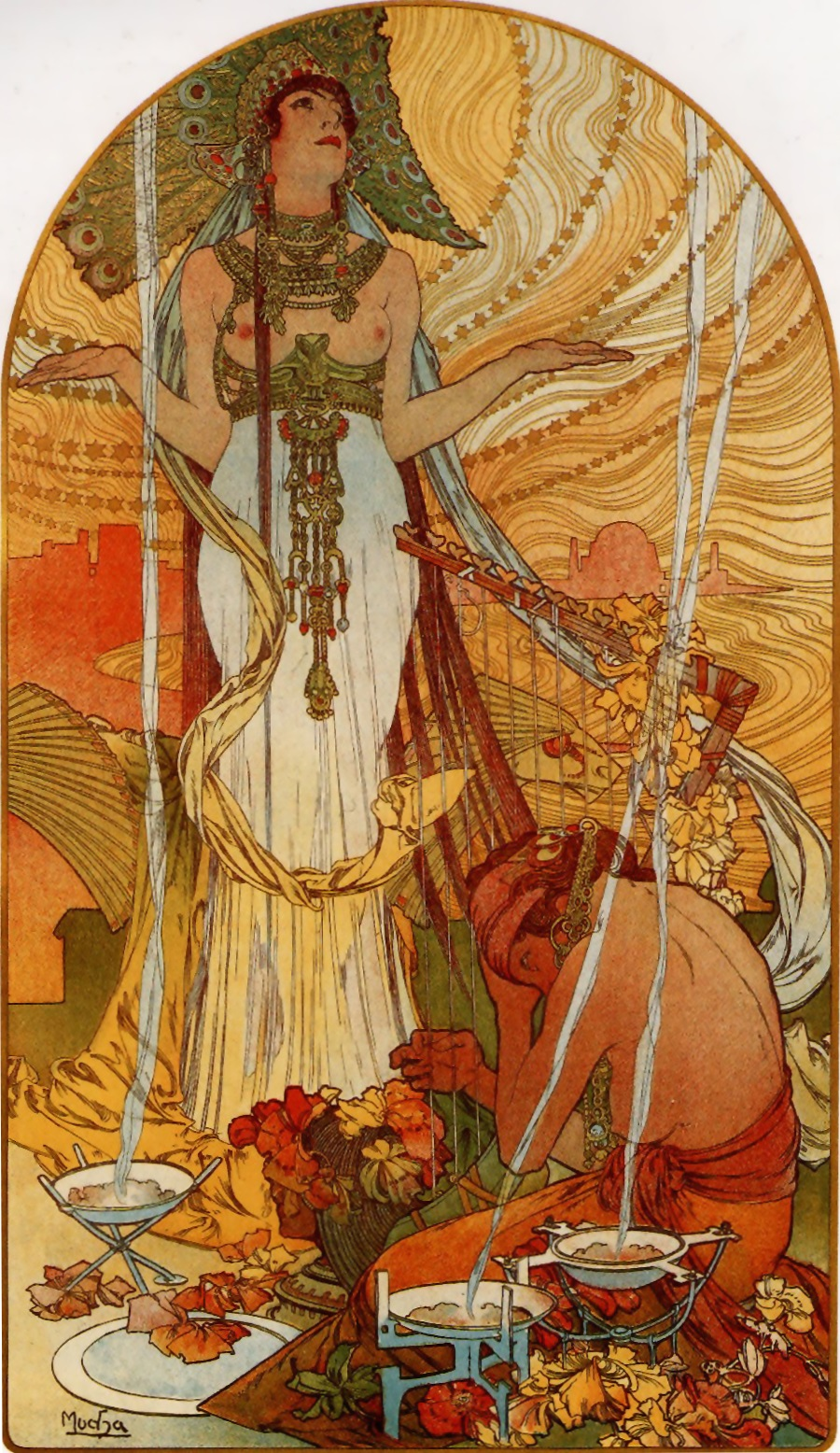
Salammbô, Lithografie von Alfons Mucha, 1896

Mehrmals nimmt Baricco in Seide konkreten Bezug auf Gustave Flauberts Roman Salammbô. Während vordergründig die Erwähnung dessen Entstehung die Geschehnisse ins Jahr 1861 verortet, lässt sich laut Gerhild Fuchs tatsächlich der ganze Text von Seide als postmoderne Pastiche auf Flauberts Roman, als Hypertext und Nachahmung seines Stils auffassen. Die inhaltlichen Gemeinsamkeiten reichen vom Motiv des Exotismus, einer Faszination des Fremden, die gleichermaßen den Protagonisten wie den Leser ergreift, dem Mythos, der sich um Flauberts Karthago ebenso rankt wie um Bariccos abgeschottetes Japan, bis zum Tabu und der Bedrohung, die in beiden Fällen die begehrte Frau umgeben. Die Durchschnittlichkeit Joncours erinnert an ein anderes Werk Flauberts, an Frédéric Moreau, die Hauptfigur aus L'Éducation sentimentale.
Auch stilistisch greift die für Baricco ungewöhnliche minimalistische und reihende Erzählform Prinzipien Flauberts auf, der mit der Beliebigkeit der Handlungsabfolge die Sinnlosigkeit des Weltgeschehens ausdrücken wollte. Doch im Gegensatz zu Flaubert transportiert Baricco keine kritische oder pessimistische Weltsicht. Anders als etwa in Madame Bovary geht es ihm nicht um die Entlarvung einer Illusion durch die ernüchternde Realität. Die sozialen Missstände des 19. Jahrhunderts werden ebenso ausgespart wie das triste Alltagsleben in einer Provinzstadt. Die heile Welt, in der die Erzählung spielt, bleibt weitgehend ungebrochen. In dieser Reduktion auf eine begrenzte, rein fiktionale Welt erweist sich Baricco als Postmodernist, der kein komplexes Abbild der Wirklichkeit anstrebt, sondern Metaphern und parabolische Aussagen über die menschliche Existenz als solche ableitet, wie die Unaussprechlichkeit und Unstillbarkeit von Sehnsüchten.

## Rezeption
Seta wurde bis 2008 in 32 Sprachen übersetzt und ein internationaler Bestseller. Die Übersetzung von Karin Krieger war 1997 die erste deutschsprachige Veröffentlichung von Bariccos Werken. Sie machte den Autor im deutschen Sprachraum bekannt. Bereits im Erscheinungsjahr wurden von der Ausgabe des Piper Verlags die siebte Auflage nachgedruckt und über 100.000 Exemplare verkauft.
Elke Heidenreich nannte den Roman „leicht wie ein Seidentuch“, einen Vergleich, den auch der Radiosender NDR 1 zog: „So zart wie ein Tuch aus Seide, so romantisch wie ein Sonnenaufgang im Frühsommer, so charmant wie das Lächeln einer japanischen Dame – so ist diese Liebesgeschichte von Alessandro Baricco.“ Die Frauenzeitschrift Brigitte urteilte: „In dieser wunderbar leichten und zugleich melancholischen Liebesgeschichte stimmt jedes Wort, hat jede Geste Sinn und Bedeutung.“ Martina Gollhardt zog in KulturSpiegel das Fazit: „Die schnörkellose Geschichte einer ‚fake love affair‘ präsentiert sich als strenge, sehr erotische Kalligraphie – genüßlich zu entziffern.“
Marina Neubert sah im Roman „ein literarisches Meisterwerk, komponiert wie ein kurzes Musikstück in außergewöhnlich poetischer Dichte, in dem jede Note mit Bedacht gewählt und jede Ausschmückung fortgelassen ist“. Den großen Erfolg des Buchs sah sie jedoch zehn Jahre nach der deutschen Erstausgabe darin begründet, dass es weitgehend als Geschichte der unerfüllten Liebe Hervé Joncours missverstanden worden sei, obwohl „Baricco selbst sich von Joncours Liebessucht distanzierte, an manchen Stellen sogar spöttisch“. Erst am Ende habe Baricco Joncours phrasenhafter Sehnsucht eine wahre Liebe entgegensetzt, die seiner Ehefrau Hélène.
Der Roman wurde 1997 von Christian Brückner als Hörbuch eingelesen. 2003 setzte Jobst Christian Oetzmann die Vorlage als Hörspiel um. Es sprachen unter anderem Jeanette Hain, Martin Feifel und Nikolaus Paryla. 2007 verfilmte François Girard Seide in einer internationalen Koproduktion. Die Hauptrollen übernahmen Keira Knightley, Michael Pitt, Alfred Molina und Kōji Yakusho.
Der Schauspieler und Sänger Matthias Schweighöfer nannte den Roman in seiner Antwort auf die Frage „Welches Buch hat Sie im Leben am meisten beeindruckt?“

## Rechtsstreit um deutsche Übersetzung
Die Forderung der Übersetzerin Karin Krieger nach einer nachträglichen Beteiligung am Erfolg der deutschsprachigen Ausgabe von Seide führte zu einer Auseinandersetzung zwischen Krieger und dem Piper Verlag. Nachdem dieser zuerst eine Beteiligung eingeräumt hatte, kündigte er in der Folge an, Kriegers Übersetzungen der Bücher Bariccos vom Markt zu nehmen und Neuübersetzungen in Auftrag zu geben, so auch für die geplante Taschenbuchausgabe von Seide. Es kam zu einem Rechtsstreit, der bis vor den Bundesgerichtshof führte. Dieser entschied 2004, der Piper Verlag müsse die bereits veröffentlichten Übersetzungen auch in Neuauflagen anbieten, und stärkte durch sein Urteil die Rechte der Übersetzer. Auch die späteren Auflagen und Lizenzausgaben von Seide folgten der ursprünglichen Übersetzung Karin Kriegers.

### Textausgaben
- Alessandro Baricco: Seta, 20. Auflage, Rizzoli, Milano 2007 (Erstausgabe 1996), ISBN 88-17-66059-0.
- Alessandro Baricco; Maddalena Agliati, Birke Vöhringer (Hrsg.): Seta. Reclams Universal-Bibliothek Nr. 19734, Fremdsprachentexte. Reclam, Stuttgart 2008, ISBN 978-3-15-019734-9 (Italienische Ausgabe für die Bundesrepublik Deutschland, Österreich und die Schweiz).
- Alessandro Baricco: Seide. (Originaltitel: Seta, aus dem Italienischen übersetzt von Karin Krieger), Piper, München / Zürich  1997, ISBN 3-492-03944-8, aktuelle deutsche Taschenbuchausgaben: dtv 25269 (Großdruck), München 2007, ISBN 978-3-423-25269-0 / dtv 13335, München 2006, ISBN 978-3-423-13335-7.

### Sekundärliteratur
- Gerhild Fuchs: Alessandro Bariccos Variationen der Postmoderne. [Mit einem Vorwort von Wolf-Dieter Lange]. Königshausen & Neumann, Würzburg 2003, ISBN 978-3-8260-2513-6.